# Castell d'Almudèfer
El Castell d'Almudèfer és un castell del municipi de Caseres (Terra Alta) declarada bé cultural d'interès nacional.

## Descripció
Les restes d'una torre i murs en un puig sobre la capella de Santa Anna.
L'estat de runa és total, per tant es fa difícil establir la seva planta original.
Resten tan sols alguns trossos de parets d'èpoques diferents, des de zones amb carreus perfectes i marques dels picapedrers medievals, fins altres de maçoneria de reformes i ampliacions posteriors.
Ocupa un petit monticle al costat del riu Algar i dominant l'antic poblat d'Almudéfer. Conserva dues torres de defensa, de planta quadrada. D'aquestes dues torres, una (torre mestra) se situa a la part més elevada del turó i l'altra, a un nivell inferior, al sud-est, la part millor conservada (avui coneguda com "la presó") i molt probablement obrada aprofitant pedra del castell.

## Història
Es tracta d'un castell termenat, documentat el 1267.
No se sap si el seu origen és templer o hospitaler. Quan la donació de Miravet el 1153 no apareix nomenat, per tant pertany a l'època de la dominació cristiana.
Es parla per primer cop del lloc el 1280, com "Mudéfer", a la donació del comanador de Miravet a dos veïns d'horta i ja el 1358 hi havia quinze focs. El 1319 apareix inclòs dins la comana de Miravet.
Ocupa un lloc estratègic dins la línia divisòria amb l'Aragó, que fou molt temps frontera cristiano-àrab. Similars condicions té el Castell d'Algars.